# 電訊盈科媒體
電訊盈科媒體有限公司（英文：PCCW Media）是香港電訊盈科旗下的多媒體及娛樂公司，負責經營收費電視服務Now TV、OTT服務平台「Viu」、數碼音樂串流服務「MOOV」及演藝娛樂公司MakerVille等。

## 歷史
前身為香港電訊屬下香港電訊IMS（英文：Hong Kong Telecom IMS；「IMS」為「互動多媒體服務（Interactive Media Service）」簡稱），創辦人及董事總經理是盧永仁，先後創辦了網上行及「互動電視 iTV」服務。在香港電訊與盈科數碼動力有限公司（簡稱盈動）合併後，易名為電訊盈科互動多媒體。
電訊盈科互動多媒體初時經營的業務包括互聯網業務、now.com.hk、now tv等。後來其互聯網業務包括（網上行、PCCW Wi-Fi 無線寬頻、snaap!、Netvigator Everywher）轉移至香港電訊，並於推出Viu以及MOOV品牌後易名為電訊盈科媒體。

## now tv
now tv為香港唯一收費電視台，於2003年9月啟播，電視訊號經由同公司的網上行寬頻網絡傳送，屬於IPTV，由Now TV Limited負責經營。

## now.com.hk
now.com.hk是電盈媒體其中一項服務，為香港電訊公司網上行用戶的增值服務。內容包括新聞、電影、音樂、網上遊戲等等。經過發展以後，由原有的MEDIA 視像娛樂發展成現有的7項服務，包括MEDIA 視像娛樂、MOOV 網上音樂、GAME 好玩遊戲、FORUM 公開討論區、AVATAR 網上身份、HOMPY 免費網誌、GOODIES。
網站域名現改為now.com 。

## Viu
Viu是電訊盈科媒體推出的OTT平台影片網站，另外設有粵語、英語免費電視頻道ViuTV、ViuTVsix，透過網絡平台、now寬頻電視及香港數碼地面電視廣播由本地免費電視持牌機構香港電視娛樂播映。

## MOOV
MOOV為香港首個收費數碼音樂服務品牌，用戶可通過寬頻互聯網、移動通訊、固網及收費電視now TV以收費模式合法地使用服務。

## MakerVille
MakerVille屬於綜藝、藝人管理、影視及藝術創作的業者。自2022年5月起，原為香港電視娛樂制作部及其團隊由ViuTV分離且獨立。以編採自主方式制作相關作品，並受ViuTV委托制作及提供全台大部電視節目，除電視節目之外，亦拍攝電影、舉辦演唱會及協辦其他綜藝活動，包括舞台劇和頒獎禮節目等。
自獨立於廣播機構後，製作團隊及其藝人創作作品相比下為更效率，同時免受廣播機構（如免費電視台牌照條款）部份法律義務上的限制，同時公司以財政獨立運作。

## 黃頁
香港電訊的黃頁品牌由電盈媒體營運，包括網上黃頁、yp1083手機應用程式，以及黃頁印刷本，包括黃頁分類、香港電訊商業電話簿和各類黃頁商貿專刊。

## 過往業務

### 互動電視 iTV
互動電視 iTV是香港電訊在1997年至2002年推出的收費、雙向式互動電視服務。最初以香港電訊屬下的互動多媒體（Interactive Media Service, IMS）提供。服務包括自選影像（Video on Demand，用戶可以自選電影，隨時開始及按停），亦提供家居銀行、購物、遊戲、教育等互動服務。用戶使用電視、及機頂盒搖控器為互動操作的介面。
互動電視iTV在1997年推出時稱為全球首創的商業營運互動電視服務。不過其技術價格昂貴並且不太穩定；而且適逢電腦及互聯網開始普及，除電影外，大部分的互動功能已能利用電腦軟件及瀏覽器操作，且更為方便靈活。互動電視iTV在推出以後反應一直未如理想，最多時稱有十萬用戶，而其實真正收看收費節目的客戶並不多，不少客戶只是使用附帶的寬頻上網。
互動電視iTV雖然獲多間主要電影公司（如：嘉禾、中國星等）及節目製作公司支持，得以較相宜的價錢購買大量電影影片及MTV，支出亦不算龐大，但由於當時技術問題甚多（如：等候時間過長、畫面起格等）而未獲市民接受，故用戶人數一直很低，收入亦不足彌補開支。
由於互動多媒體在「Netvigator網上行」上網服務的收入亦無助改善互動電視iTV之虧損，所以與盈動合併後的電盈互動多媒體最終在2002年結束互動電視iTV服務，並申請將其電視牌照升格為經營較為正式的now tv。
互動電視在結束前虧損超過每年十五億港元，由1998年推出至結束香港電訊投資在互動電視的總損失相信可能在一百億港元以上。

### 互動電視 iTV 服務
互動電視 iTV提供VOD互動服務，首輪電影VOD，港產電影『風雲』，荷里活電影，24小時iTV電影頻道和兒童動畫《麥兜與麥嘜》內容等。電台VOD服務，由iTV同商業電台合作用即時節目，提供欣賞DJ主持節目內容有時事、生活、娛樂、清談節目等等……  電視VOD服務方面有TVB同星空傳媒合作，提供24小時電視頻道，衛視音樂台，無綫新聞；香港早晨，午間新聞、六點半新聞、晚間新聞用戶透過iTV服務重播欣賞。無綫音樂；勁歌金曲，無綫綜藝娛樂；TVB劇集，TVB綜藝。

## 外部連結
- 香港電訊 （页面存档备份，存于）